# Статистическое управление процессами
Статисти́ческое управле́ние проце́ссами (англ. statistical process control (SPC)) — метод мониторинга производственного процесса с использованием статистических инструментов с целью управления качеством продукции «непосредственно в процессе производства».
Статистическое управление процессами (SPC) распространено в промышленности и является одной из основных и обязательных к использованию методик при внедрении требований стандарта ISO/TS 16949 в автомобилестроении. Ключевым инструментом метода является контрольная карта Шухарта. Это графическое средство сбора данных и принятия решений относительно стабильности или предсказуемости любого процесса, что определяет способы управления соответствующим процессом.

## Назначение SPC
1. Определить, находится ли процесс в рамках технических требований.
2. Определить, работает ли процесс в рамках статистически управляемого состояния:

- Если процесс находится в «статистически управляемом» состоянии, то известно, как он будет себя вести в дальнейшем, и можно ли рассчитывать на его результаты.
- Своевременное выявление трендов для проведения корректирующих действий до того, как начнется выпуск несоответствующей продукции (поддержание процесса в «статистически управляемом» состоянии).
- Мониторинг непрерывного улучшения процесса через снижение изменчивости.

## Цели SPC
- Получение статистически управляемого состояния процесса (выявить особые причины изменчивости и добиться их устранения);
- Поддерживание статистически управляемого состояния процесса (вести мониторинг показателей работы процесса);
- Улучшение возможности процесса (стремиться лучше понимать обычные причины изменчивости и реагировать на их колебания);
- Снижение количества отходов и вероятности попадания бракованной продукции заказчику;
- Сокращение времени производственного цикла.

## История
Понятие SPC было впервые введено Уолтером А. Шухартом, американским учёным в области теории управления качеством, в «Bell Laboratories» в начале 1920 годов. Саму концепцию статистической управляемости и контрольные карты Уолтер Шухарт разработал в 1924.
Термин «статистический контроль» эквивалентен понятию взаимозаменяемости, разработанному логиком Уильямом Эрнест Джонсоном также в 1924 году в его книге «Логика, Часть III: Логические Основы Науки». Он работал с командой AT&T, которая включала Гарольда Доджа и Гарри Ромига, чтобы положить выборочный контроль на рациональную статистическую основу.
В 1931 году У. Шухарт опубликовал отчёт об использовании контрольных карт и первую книгу «Экономическое управление качеством промышленной продукции».
В 1934 г. Э. Шухарт консультировался с полковником Лесли E. Саймоном о применении контрольных карт в производстве боеприпасов в «Пикатинни Арсенале». Это сотрудничество привело Департамент боеприпасов к привлечению Джорджа Эдварда из AT&T для проведения консультаций по использованию статистического управления качеством боеприпасов среди подразделений и подрядчиков в начале Второй мировой войны.
Эдвард У. Деминг, американский учёный, статистик и консультант по менеджменту, пригласил У. Шухарта выступить в Высшей школе Министерства сельского хозяйства США и послужил в качестве редактора второй книги Шухарта «Статистический метод с точки зрения контроля качества» (1939), которая стала результатом этой лекции. Эдвардс Деминг настойчиво пропагандировал статистические наработки Шухарта и сыграл большую роль в американской индустрии, как организатор кратких курсов по внедрению новых техник по контролю качества во время Второй мировой войны. В 1950 г. Деминг также ездил в Японию и встречался с Союзом японских ученых и инженеров (JUSE) с целью ввести методы SPC в японскую промышленность.
Впоследствии теории статистического контроля Шухарта оказали большое влияние на создание концепции «Шести сигм», разработанной сотрудником корпорации Motorola Биллом Смитом.

## Причины изменчивости
В массовом производстве качество конечного продукта определяется финальным контролем. Каждая единица продукции может быть одобрена или отвергнута, исходя из того, как хорошо она соответствует требованиям. В отличие от этого метода, SPC использует статистические инструменты для наблюдения за ходом производственного процесса с целью предсказания значительных отклонений, которые могут привести к производству бракованного продукта.
Каждый процесс имеет вариацию, одни процессы показывают вариацию, которая естественна и контролируема, другие процессы показывают неконтролируемые изменения, которые не типичны и не постоянны для процесса. Следовательно, причины вариации процесса делятся на следующие 2 класса:
- Обычные причины изменчивости — это причины, находящиеся внутри системы, которые можно регулировать;
- Особые причины изменчивости — это причины, действующие на систему извне (при их существовании невозможно делать предсказания о процессе).

## Контрольные карты
Данные измерений в точках на карте процесса исследуются с помощью контрольных карт. Контрольные карты помогают отличить «особые» причины возникновения вариаций от «обычных» причин. «Обычные» причины представляют меньший интерес для производителя, чем «особые», так как являются предсказуемой частью процесса. Для получения адекватного результата использование контрольных карт должно быть непрерывным и постоянным.

### Виды контрольных карт
По шкале измерения карты делятся на:
- количественные;
- качественные.

К количественным относятся:
- карта средних значений;
- карта медиан;
- карта средних квадратичных отклонений (s-карта);
- карта размахов (R-карта);
- карта скользящих средних и размахов (XmR-карта).

К качественным относятся:
- карта доли дефектной продукции (p-карта);
- карта числа дефектных единиц продукции (np-карта);
- карта числа дефектов (c-карта);
- карта числа дефектов на единицу продукции (u-карта).